# أحمد القطان
أحمد القَطَّان (1946 - 23 مايو 2022) هو داعية إسلامي وخطيب منبر كويتي، كان من أبرز وأشهر خطباء المنابر في ثمانينيات وبداية تسعينيات القرن العشرين.

## نشأته وتعلمه
هو أحمد بن عبد العزيز بن أحمد بن إبراهيم بن صقر بن فواز القطان التميمي، ولد ونشأ في مدينة الكويت ودرس التربية الإسلامية ثمانية عشر عامًا، حتى تخرج من معهد المعلمين في عام 1969.
اختلط في بداية حياته بالشيوعيين في الكويت ثم تعرف على الحركة الإسلامية فصار من أبرز خطباء حركة الصحوة الإسلامية في ثمانينيات وبداية تسعينيات القرن العشرين في الكويت.

## مؤلفاته
- سلسلة اللمسات المؤمنة للأسرة المسلمة
- سلسلة تربية الأولاد في الإسلام
- سلسلة خواطر داعية
- سلسلة العفن الفني
- سلسلة قراءة لكتاب رياض الصالحين
- سلسلة ثورة الشعب الفلسطيني
- سلسلة السيادة لله
- سلسلة إعداد الفاتحين
- سلسلة مفاتيح الجنة
- سلسلة مع الشباب

## أشرطته المسجلة وخطبه ودروسه
- رسالة إلى محبي الأغاني
- المحجبات المتبرجات
- عذاب القبر
- الحياء
- وقفات مع سورة ق
- وفاة الرسول صلى الله عليه وسلم
- مطالب أهل النار
- قصص وعبر
- وصية النبي لابن عباس
- حال المؤمن والكافر يوم القيامة
- غض البصر وطهارة القلب
- حوريات الجنة
- الحقوق الزوجية
- مفاسد الرشوة
- الصحبة الصالحة
- أثر الذنوب والمعاصي
- علامات الساعة الكبرى والصغرى
- رمضان شهر الطاعة
- رحلة إلى الدار الآخرة
- الجنة والنار
- الناس يوم الحساب
- العين الخاشعة
- أثر الجانب الروحي في علاج الانحراف
- سهام إبليس
- الاختلاط
- سكرات الموت والقبر
- شباب في دائرة الموت
- الاعتصام بالله
- امتحانات الله
- الله أشد فرحًا بتوبة عبده
- في البراري يزيد الإيمان
- أهل الخير وأهل السوء
- كيف تكسب أخًا صالحًا؟
- انتبهوا أيها الغافلون
- إصلاح ذات البين
- معاني المحبة في الله
- الخشوع المفقود
- كيف تكسب القلوب؟
- أوقاتنا إلى أين؟
- أهمية الرفقة الصالحة
- بر الوالدين
- عظة الموت
- فاحشة الزنا
- حياة البرزخ

## حياته العائلية
تزوج أحمد القطان مرتين، ولديه من الأبناء أربعة، وهم عبد الله وإبراهيم وعبد الرحمن ومحمد، ومن البنات عشر، وهن جنان وحنان وعروب وبنان وإيمان ونور وموضي وحصة ومريم وديمة.

## وفاته
توفي أحمد القطان في يوم الأثنين بتاريخ 22 شوال 1443 هـ الموافق 23 مايو 2022 بعد تعرضه لوعكة صحية مفاجئة أُدخل على أثرها العناية المركزة في مستشفى جابر الأحمد، وخلال ساعات تدهورت حالته الصحية ليعلن الفريق المشرف على حالته الصحية وفاته عن عمر ناهز 76 عامًا، وقد دُفن في مقبرة الصليبخات.